# Bebelis compta
Bebelis compta là một loài bọ cánh cứng trong họ Cerambycidae.